# Гахан
Гаха́н — тюркская альтернатива слову «гахам».
Термин введён последним гахамом Сергеем Марковичем Шапшалом (1873—1961) в рамках его доктрины деиудаизации караимизма. По мнению Шапшала, это слово происходит от хазарского слова «каган».
Среди современных караимских деятелей Крыма это слово отождествляется со словом «хан». Так на установленном в 2002 году безмогильном памятнике «Йолджы-таш» возле Чуфут-Кале Гахан (Гахам) Шапшал именуется «Хан Шапшал». В брошюре, выпущенной Ассоциацией крымских караимов «Кърымкъарайлар» в 2000 году, написано следующее: «В Российской империи караи были равноправными гражданами, имели внутреннее самоуправление во главе с Великим ханом — Гаханом».
В Караимско-русско-польском словаре слово «гахан» (караимск. гъахан, hachan) присутствует только в луцко-галицком диалекте караимского языка со значением «караимский епископ».

## Гаханы караимов
| Фото   | Имя                         | Годы правления |        |
| Польша | Польша                      | Польша         | Польша |
| ------ | --------------------------- | -------------- | ------ |
|        | Шапшал, Серая Маркович      | 1928—1940      |        |
| Литва  |                             |                |        |
|        | Лавринович, Марк Михайлович | 2009—2011      |        |